# Breathe (canção de Pink Floyd)
"Breathe" é a segunda faixa do álbum Dark Side of the Moon, de 1973, da banda inglesa Pink Floyd.

## Composição
A faixa é bem suave e sua entrada soa como uma queda dos gritos intensos no final da faixa que a antecede, "Speak to Me" - gritos esses que serão a base da canção "The Great Gig in the Sky", também do mesmo álbum. Há também no início a participação de David Gilmour com sua guitarra havaiana (slide guitar), que contribui mais ainda com o tom tranquilo da música.
As letras, escritas por Roger Waters, tratam da vida e do nascimento, sem a dureza do trabalho, também sobre as pressões da sociedade. 
segundo Nick Mason, uma das funções da canção era reaparecer nos minutos finais de Time (canção de Pink Floyd)

## Ficha Técnica
- David Gilmour - guitarra, guitarra havaiana, vocais.
- Roger Waters - baixo e efeitos de gravação.
- Rick Wright - órgão, teclados e backing vocals.
- Nick Mason - bateria e percussão.